# Batterygate
Batterygate est une controverse sur l'utilisation par Apple des mises à jour logicielles pour ralentir les appareils Apple, afin de limiter leur durée de vie. C'est un exemple d'obsolescence programmée. 

## Histoire
Avec le constat que les iPhone 6, iPhone 6S, et iPhone SE s'arrêtaient inopinément alors qu'il restait environ 30 % de batterie, Apple déploya iOS 10.2.1 qui ralentit les performances des processeurs de ces smartphones. Les autres modèles d'iPhone n'étaient pas impactés par ce problème et n'étaient pas bridés. 
En réponse à ce scandale, Apple publia une courte réponse expliquant la situation. Le 28 décembre 2017, ils annoncent que le prix de remplacement de la batterie (hors garantie) passerait de 75 dollars à 29 dollars. Il est à noter que le prix depuis ce scandale est remonté progressivement, passant de 29 euros à 55 euros minimum,.

## Poursuites judiciaires
On compte, en février 2018, pas moins d'une soixantaine de recours collectifs déposés contre Apple pour ce problème. 